# Thomas Hickersberger
Thomas Hickersberger (Offenbach am Main, 21 augustus 1973) is een voormalig betaald voetballer uit Oostenrijk, die in 2008 zijn professionele carrière beëindigde bij First Vienna. Hij speelde als verdediger en werd geboren in Duitsland.
Zijn vader Josef Hickersberger speelde van 1968 tot en met 1978 in totaal 39 interlands (vijf doelpunten) voor Oostenrijk en stapte later het trainersvak in. Hickersberger jr. was van 2007 tot 2010 assistent-coach bij First Vienna FC. Vanaf 2010 werd hij coach van het beloftenelftal van Admira Wacker Mödling.

## Interlandcarrière
Hickersberger speelde in 2002 één interland (geen doelpunten) voor de Oostenrijkse nationale ploeg. Zijn debuut maakte hij op 27 maart 2002 in de vriendschappelijke wedstrijd tegen Slowakije (2-0), tegelijkertijd met René Aufhauser (Grazer AK), Ferdinand Feldhofer (SK Sturm Graz), Roland Linz (Austria Wien), Jürgen Panis (FC Tirol) en Thomas Höller (FC Kärnten).
3 Böckle ·
4 Schöller ·
5 Kerschbaum ·
6 Raux-Yao ·
7 Beljo ·
8 Grgic ·
16 Børkeeiet ·
17 Sangaré ·
18 Seidl  ·
20 Ahoussou ·
21 Schaub ·
22 Jansson ·
23 Auer ·
25 Gartler ·
27 Bischof ·
28 Oswald ·
29 Amane ·
45 Hedl ·
47 Gröller ·
48 Wurmbrand ·
50 Orgler ·
51 Göschl ·
55 Cvetkovic ·
77 Bolla ·
99 Kara ·
Coach: Robert Klauß